# CD40
CD40 (англ. CD40 molecule) – білок, який кодується однойменним геном, розташованим у людей на короткому плечі 20-ї хромосоми. Довжина поліпептидного ланцюга білка становить 277 амінокислот, а молекулярна маса — 30 619.
| 10         |  | 20         |  | 30         |  | 40         |  | 50         |
| ---------- |  | ---------- |  | ---------- |  | ---------- |  | ---------- |
| MVRLPLQCVL |  | WGCLLTAVHP |  | EPPTACREKQ |  | YLINSQCCSL |  | CQPGQKLVSD |
| CTEFTETECL |  | PCGESEFLDT |  | WNRETHCHQH |  | KYCDPNLGLR |  | VQQKGTSETD |
| TICTCEEGWH |  | CTSEACESCV |  | LHRSCSPGFG |  | VKQIATGVSD |  | TICEPCPVGF |
| FSNVSSAFEK |  | CHPWTSCETK |  | DLVVQQAGTN |  | KTDVVCGPQD |  | RLRALVVIPI |
| IFGILFAILL |  | VLVFIKKVAK |  | KPTNKAPHPK |  | QEPQEINFPD |  | DLPGSNTAAP |
| VQETLHGCQP |  | VTQEDGKESR |  | ISVQERQ    |  |            |  |            |

A: Аланін

C: Цистеїн

D: Аспарагінова кислота

E: Глутамінова кислота

F: Фенілаланін

G: Гліцин

H: Гістидин

I: Ізолейцин

K: Лізин

L: Лейцин

M: Метіонін

N: Аспарагін

P: Пролін

Q: Глутамін

R: Аргінін

S: Серин

T: Треонін

V: Валін

W: Триптофан

Кодований геном білок за функцією належить до рецепторів. 
Задіяний у таких біологічних процесах, як імунітет, альтернативний сплайсинг. 
Локалізований у клітинній мембрані, мембрані.
Також секретований назовні.